# Pieter de Wolff
Pieter de Wolff (Amsterdam, 25 mei 1911 - Heemstede, 18 januari 2000) was een Nederlands ambtenaar. Van 1957 tot 1966 was hij directeur van het Centraal Planbureau. Zijn opvolger daar was Cees van den Beld.

## Leven
Zijn vader was koperslager bij de Amsterdamsche Droogdok Maatschappij. Dankzij zijn moeder kon hij de HBS bezoeken. Reeds op 16-jarige leeftijd startte hij en studie wis- en natuurkunde aan de Universiteit van Amsterdam. Daarnaast volgde hij colleges in het Zweeds, Deens en Oud-Noors. Hij studeerde af in 1932.

## Carrière
Vanwege de grote crisis moest de Wolff de kost aanvankelijk verdienen met bijlessen en als repetitor. In 1935 leerde hij echter Jan Tinbergen kennen, toen hij bij deze uit belangtelling colleges statistiek volgde. Vanaf die tijd kon hij aan de slag bij het CBS in Voorburg. Van 1942 tot 1947 werkte hij in Eindhoven op de afdeling marktonderzoek bij Philips. In 1947 werd de Wolff in Amsterdam zowel tot directeur van het gemeentelijk Bureau van de Statistiek als ook tot lector statistiek aan de economische faculteit van de Gemeente Universiteit benoemd. Van 1957 tot 1966 was hij directeur van het Centraal Planbureau. Na 1966 werkte hij nog tien jaar als hoogleraar econometrie. In 1976 ging hij met emeritaat. Hij was lid van de Koninklijke Nederlandse Akademie van Wetenschappen. In 1969 ontving hij een eredoctoraat van de Universiteit van Groningen. Zijn publicaties gaan vrijwel alle over actuele economische vraagstukken, zijn negen promovendi schreven economische proefschriften.

## Vergroting invloed van de CPB
Als directeur van het Centraal Planbureau heeft hij voor het CPB een vaste plaats bevochten in de economische beleidsbepaling van de Nederlandse Regering. Ook heeft De Wolff ervoor gezorgd dat de stem van het CPB werd gehoord in de Sociaal-Economische Raad, in de Centrale Economische Commissie, bij de OESO en in talloze andere adviescommissies.

## Commissiewerk
Tijdens en na zijn directeurschap van de CPB was hij lid van de Sociaal-Economische Raad. Verder was hij voorzitter van de Commissie Voorbereiding Onderzoek Toekomstige Maatschappij Structuur, die tot de oprichting van de Wetenschappelijke Raad voor het Regeringsbeleid en het Sociaal en Cultureel Planbureau heeft geleid. Ook was hij lid van de Oosterschelde Commissie, lid van de Raad voor Advies voor het Wetenschapsbeleid, voorzitter van de Centrale Commissie voor de Statistiek, lid van het Curatorium van het Mathematisch Centrum en voorzitter van het bestuur van het Internationaal Instituut voor Sociale Geschiedenis.

## Publicaties
- Leerboek Bedrijfsstatistiek (1949).
- Hulpmiddelen van de economische politiek, in J.E. Andriessen en Marcel van Meerhaeghe (eds.) Theorie van  de  Economische  Politiek (Stenfert  Kroese, Leiden 1962).